# Psacalium nelsonii
Psacalium nelsonii là một loài thực vật có hoa trong họ Cúc. Loài này được Rydb miêu tả khoa học đầu tiên năm 1924.